# اتحادیه فوتبال ایرلند
اتحادیه فوتبال ایرلند (ایرلندی: Cumann Peile na hÉireann) نهاد اداره‌کننده مسابقات فوتبال و فوتسال در کشور ایرلند است.
این اتحادیه که در ۱۹۲۱ تأسیس شده عضو یوفا و فیفا نیز می‌باشد و مقر آن در شهر دوبلین است.
مسابقات لیگ برتر فوتبال ایرلند و جام حذفی فوتبال ایرلند زیر نظر این اتحادیه برگزار می‌شود.